# Holsteiner
För äppelsorten, se Holsteiner (äpple)
Holsteiner är en hästras som kommer från Holstein i Tyskland. Den härstammar från 1300-talet och ska vara en korsning mellan de ursprungliga marsklandshästarna och spanska hästar. Under 1800-talet korsade man holsteinerhästar med engelska fullblod och yorkshire coach-hingstar vilket medförde att holsteinern fick goda galoppegenskaper och ett gott lynne. Idag är Holsteinaren en av världens mest framstående hästraser och en framgångsrik hopphäst.

## Historia

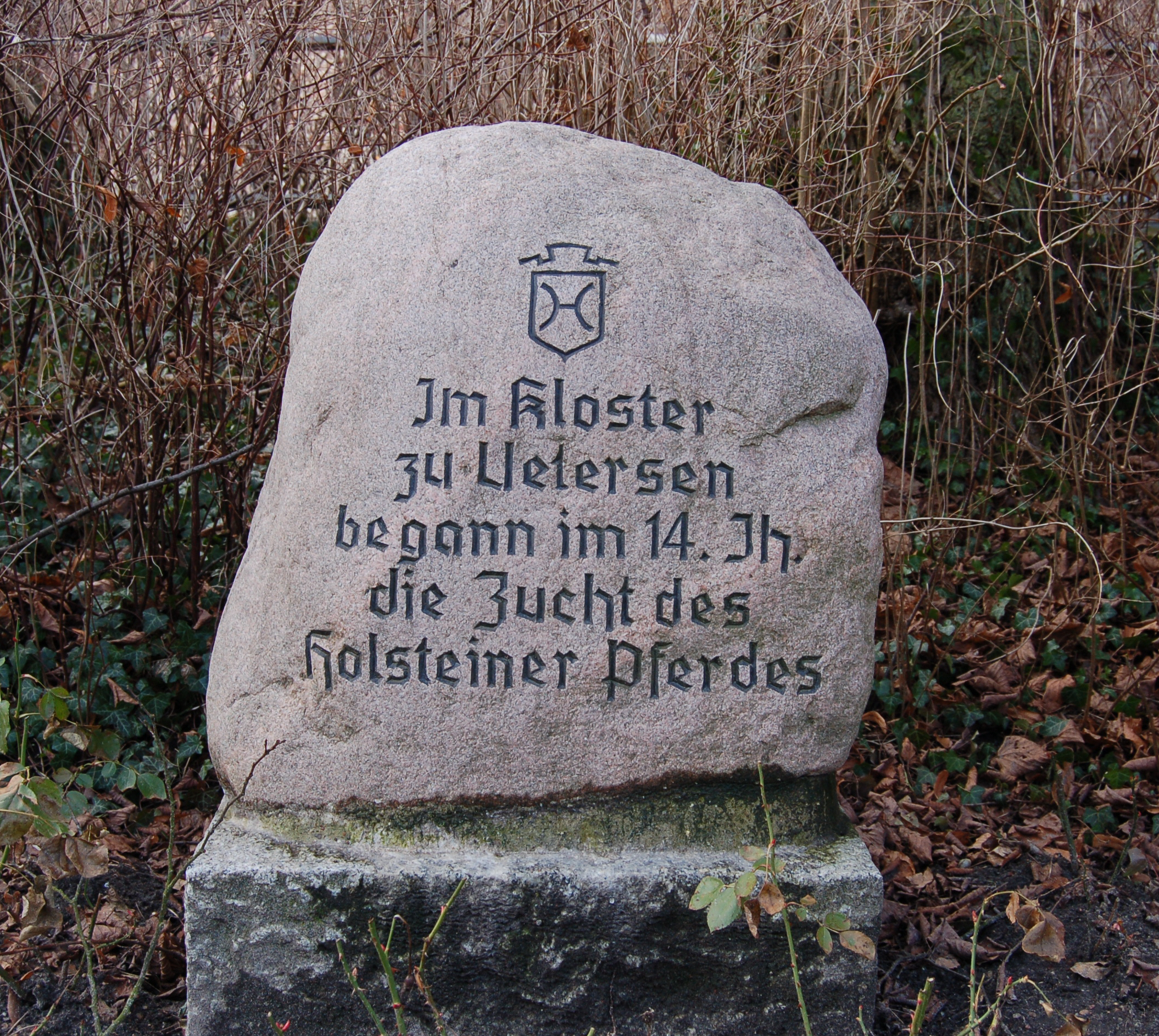
En minnessten över Holsteinarnas historia vid klostren.

Precis som de flesta andra tyska varmblodshästar så har Holsteinaren sitt ursprung i de gamla inhemska tyska hästarna som under 1300-talet användes i jordbruken och till transport i Tyskland. Utvecklingen av Holsteinaren började under mitten av 1300-talet när man korsade de inhemska lantraserna med importerade spanska hästar och orientaliska hästar som arabiska fullblod. Även gamla italienska hästar kan ha ingått i utvecklingen av holsteinaren. Från 1500-talet och ända in på 1700-talet var Holsteinerhästarna eftertraktade i Europa som körhästar och till lättare jordbruk. Holsteinaren ingick även i utvecklingen av flera andra tyska varmblodshästar bland annat den berömda Hannoveranaren. 
År 1680 vid hertigarnas av Holsteins stuteri i Esserom, började uppfödarna använda sig av en hingst kallad Mignon. Han var en gräddvit skimmel och med hjälp av honom fick man fram de berömda gräddvita hästarna som skulle ingå i Londons Royal Mews ända fram till år 1920. Holsteinaren var vid det här laget uppskattad som en stark, uthållig vagnshäst med eleganta rörelser.  Men Holsteinerhästarna var knappast några eleganta hästar och inte heller speciellt snabba. 
Under 1800-talet skulle man utveckla Holsteinaren ytterligare med en import av de snabba engelska fullbloden. Holsteinarens utåtbuktande nosprofil började försvinna och hästarna fick en ädlare rak nosprofil. Rörelserna blev bättre och hästarnas galopp förbättrades avsevärt. Man importerade även vagnshästar från England som gav Holsteinaren ett lugnare temperament. Holsteinaren blev en snyggare men ändå kraftfull häst som användes som vagnshäst, ridhäst och även inom armén som avelshästar till kavalleriets remonthästar.
När rasens standard nu var satt började man huvudsakligen föda upp hästarna vid Traventhalstuteriet grundat av preussarna i Schleswig-Holstein år 1867. Detta stuteri finns dock inte längre utan avelns centrum har de senaste åren legat i Elmshorn med ansvaret hos rasens avelsförening. Efter Andra världskriget var dock nya hästtyper på modet med det ökade intresset för ridsport som banhoppning och dressyr. Uppfödarna fick nu koncentrera sig på att förbättra Holsteinaren ytterligare. Mer engelskt fullblod tillfördes i Holsteinaren än hos någon annan varmblodshäst. Holsteinaren blev lättare och mer av en atletisk allroundhäst än en vagnshäst.

## Egenskaper

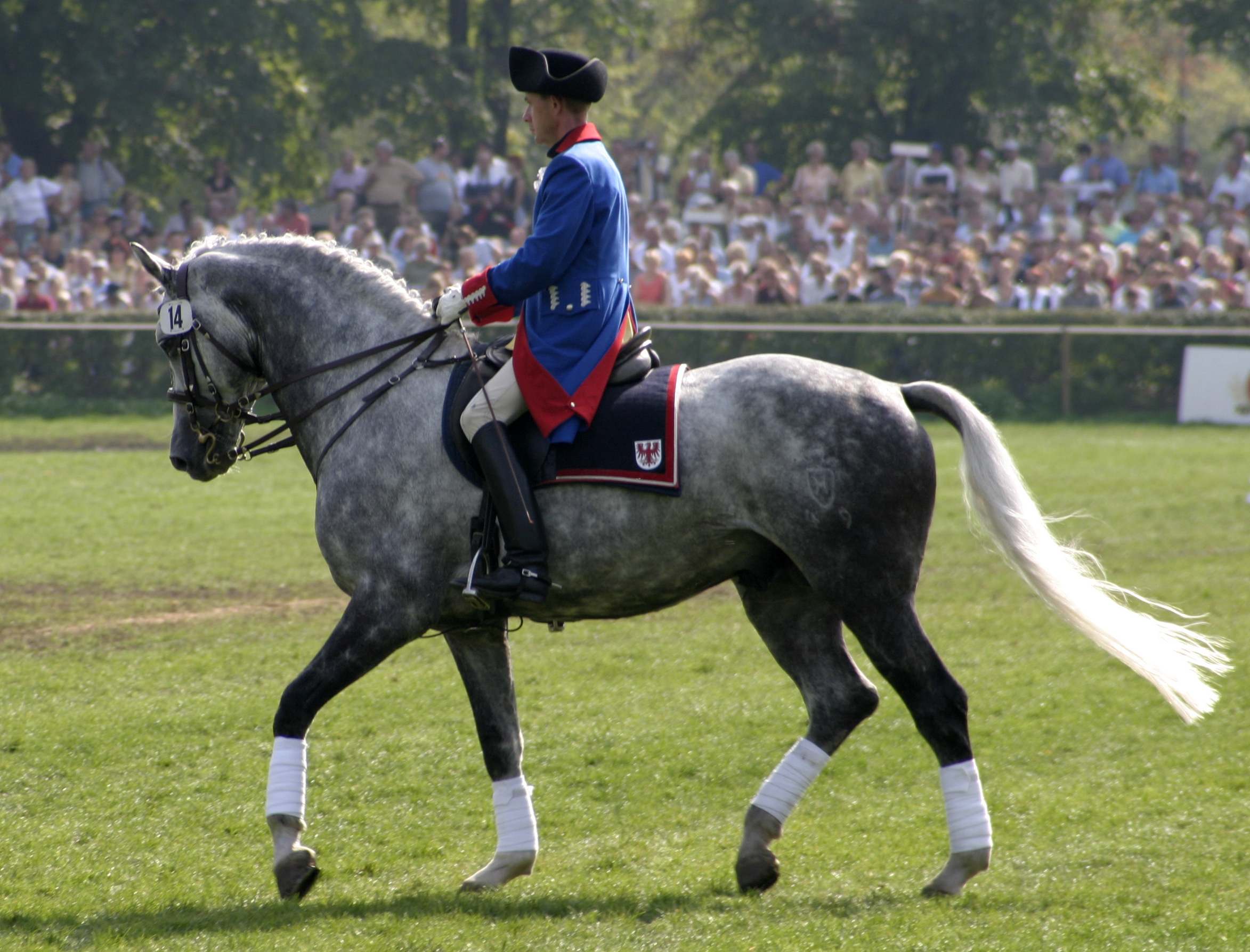
Holsteinaren är en atletisk häst som är utmärkt i både dressyr och hoppning

Holsteinaren har en mankhöjd på cirka 160–175 cm. De förekommande färgerna är skimmel, brun, svartbrun och i mera sällsynta fall svart och fux. Det är en ganska bred och djup häst med lång, muskulös och välskapt hals. Benen är starka med rejäla hovar. Huvudet är långt med rak eller lite konvex nosprofil och stora näsborrar. Ögonen är livliga och uttrycksfulla medan öronen är långa och rörliga. 
De moderna Holsteinarna påminner mycket om de äldre varianterna men har fått ett ädlare utseende och mer korrekta, taktfasta gångarter. De höga knärörelserna som följt med från vagnshästarna kan finnas hos vissa hästar än idag. Holsteinaren är en klok och lätthanterlig häst och även en mycket modig hopphäst. 
Holsteinaren är lugn och stabil i temperamentet, en egenskap som de tyska uppfödarna har varit mycket måna om att behålla.

## Användningsområden

Holsteinarens eget märke som ibland bränns eller fryses på hästarna

Holsteinern är en atletisk allroundhäst som från början användes som körhäst. Under 1900-talets början blev holsteinerhästarna kända för sin utmärkta hoppförmåga och sedan dess har man med fullblod avlat fram en av världens bästa hopphästar. 
Holsteinaren har en lång meritlista inom ridsporten. En av världsmästarna i dressyr, Granat, var en Holsteinare. En av världens största hopphästar var holsteinaren Meteor som reds av Fritz Thiedemann. Fritz Thiedemann var väldigt förtjust i Holsteinaren och använde inga andra raser under sin aktiva karriär.